# Distretto di Lundazi
Il distretto di Lundazi è un distretto dello Zambia, parte della Provincia Orientale.
Il distretto comprende 27 ward:
- Chaboli
- Chamtowa
- Chibande
- Chilola
- Chimaliro
- Diwa
- Kachama
- Kajilime
- Kamimba
- Kapilisanga
- Kazembe
- Lukusuzi
- Lumimba
- Lunevwa
- Luwerezi
- Magodi
- Manda Hill
- Membe
- Mkomba
- Mnyamazi
- Msuzi
- Ndonda
- Nkhanga
- Nthintimila
- Susa
- Vuu
- Wachitangachi